# Septembre 1881

## Événements
- Début de la guerre entre la Chine et la France pour le contrôle de l’Annam.
- Égypte : soulèvement nationaliste conduit par Arabi Pacha contre le khédive Tawfiq, soumis aux européens (fin en 1882). Regroupés dans le Parti patriotique, les officiers égyptiens réclament la fin du monopole des turco-circassiens sur les hautes fonctions de l’État. Après l’arrestation du leader nationaliste Arabi Pacha, des régiments se mutinent et contraignent Tawfiq à former un nouveau gouvernement (14 septembre). Les puissances, à l’exception de la France qui craint des répercussions en Tunisie, demandent une intervention militaire ottomane.

- 6 - 10 septembre, États-Unis : assemblée générale des Chevaliers du travail à Detroit. Ils renoncent au secret.

- 18 septembre : Domingo Santa María est élu président de la République du Chili.
  - Aníbal Pinto, vainqueur de la guerre du Pacifique, ne peut se représenter car la réélection n’est plus permise au Chili depuis 1871. Leurs succès militaires profitent aux libéraux qui gardent le pouvoir jusqu’en 1890.

- 20 septembre : début de la présidence républicaine du vice-président Chester A. Arthur aux États-Unis (fin en 1885).

- 21 septembre : traité d'Akhal. La Perse reconnait l'annexion du Khwarezm par l'Empire russe.

## Naissances
- 4 septembre : Lamine Bey, bey de Tunis († 30 septembre 1962).
- 6 septembre : Arve Staxrud, officier de l'armée norvégienne, explorateur polaire et topographe († 4 avril 1933).
- 15 septembre : Lucien de Maleville, peintre français († 7 mai 1964).
- 26 septembre : Édouard Montpetit : avocat.
- 29 septembre : Ludwig von Mises, économiste autrichien († 1973).

## Décès
- 16 septembre : Jean-Baptiste Nothomb, homme politique belge (° 3 juillet 1805).
- 19 septembre : 
  - James Garfield, (assassiné), président des États-Unis.
  - Ursin-Jules Vatinelle, graveur français (° 23 août 1798).
  - Melchior Péronard, peintre et graveur français (° 16 janvier 1805).
- 29 septembre : Jean-Adolphe Cérémonie, sculpteur français (° 3 janvier 1830).